# 羽織

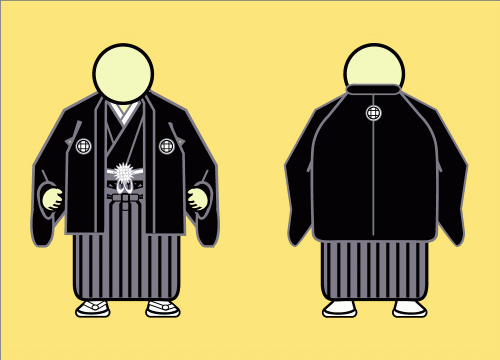
黑色的羽織

羽織（日语：／ Haori），是一種長及臀部的日本和服外套，穿在小袖之上，一般用在防寒和禮装。
在日本戰國時代，羽織穿在鎧甲之外以禦寒。在江戶時代，經濟增長使町人階級也得以穿著羽織，同時羽織也誕生了更裝飾豪華的設計。